# Nu-Mixx Klazzics
Nu-Mixx Klazzics представља Тупаков ремикс албум издат 2003. године. На њему се налазе песме углавном са албума All Eyez On me и The Don Killuminati: The 7 Day Theory. Песме су ремиксане тако да је убачена нова музика и додати су нови вокали извођача као што су Ди Аутлоз и Арон Хол, а који не постоје на оригиналним издањима. Иначе албум је наишао на слаб пријем код публике и многи сматрају да је реч о издању које ни на који начин не представља део Тупакове колекције. 